# Incontro nell'abisso
Incontro nell'abisso  (The Watch Below) è un romanzo fantascientifico di James White del 1965.
È una variazione originale sul tema del primo contatto in quanto si svolge in ambiente sottomarino sulla Terra e con modalità del tutto inconsuete.
Il pacifismo di White propone qui un finale a lieto fine a quella che appariva come una situazione di reciproca distruzione di due razze senzienti.
Fu l'ultimo dei romanzi dello scrittore a essere pubblicato in Italia dalla Mondadori nella collana Urania, nel nº 1011 dell'8 dicembre 1985.
Secondo altre fonti non certificate questa avventura sembra abbia ispirato Michael Crichton per il suo romanzo Sfera del 1987, e da cui Barry Levinson ha tratto nel 1998 il film omonimo.

## Trama
È il 3 febbraio 1942 e un convoglio alleato sta cercando di raggiungere l'Irlanda sotto la minaccia degli U-Boot tedeschi; la nave cisterna modificata Gulf Stream viene colpita da due siluri e cola a picco con tutto il suo carico e i superstiti salvati da altre navi affondate. Potrebbe essere la fine della sua storia, in realtà la nave, seppure affondata, ha dei superstiti che, intrappolati nelle camere stagne, sopravvivono alle terribili condizioni ambientali, mentre è l'inizio di una epica avventura destinata a protrarsi per generazioni e generazioni, fino ad un incontro nell'abisso assolutamente straordinario.
La flotta Unthan ha raggiunto lo spazio prossimo alla Terra quando viene attaccata con un missile nucleare; viene colpita l'astronave-cambusa, mentre l'ammiraglia aliena si salva, raggiunge la Terra e si inabissa presso la costa spagnola. Inizia uno scambio di informazioni tra gli Unthan e gli eredi dei sopravvissuti della Gulf Stream, sino alla sorpresa finale; gli Unthan sono dei profughi, la loro flotta non è una flotta di astronavi da battaglia, sono dotati di branchie e possono vivere solamente in acqua. Chiedono asilo politico e di vivere nel profondo degli oceani della Terra che essi, prima di fuggire da proprio pianeta, credevano fosse disabitata.

## Edizioni
(parziale)
- The Watch Below , 1965.
- Incontro nell'abisso , Urania nº 1011 (a cura di Gianni Montanari, traduzione di Piero Anselmi, copertina di Karel Thole), 1985